# Paulin Sterkaj
Paulin Nikoll Sterkaj (Stërkaj) (ur. 5 lipca 1961 w Szkodrze) – albański policjant i parlamentarzysta.

## Życiorys
Część swojego życia spędził na emigracji w Niemczech, po upadku komunizmu w Albanii wrócił do kraju i wstąpił do policji. W lutym 1997 roku odmówił wykonania rozkazu, według którego miał udać się do Wlory w celu siłowego stłumienia protestów odbywających się w ramach rewolucji piramidowej, następnie zajmował wysokie stanowiska w Policji.
Dołączył do Socjalistycznej Partii Albanii, z ramienia której uzyskał mandat do Zgromadzenia Albanii w wyniku wyborów parlamentarnych z 2005 roku. W 2007 roku wyraził poparcie dla prezydentury Fatosa Nano, niedługo później przeszedł do Demokratycznej Partii Albanii; z jej ramienia uzyskał reelekcję w wyborach parlamentarnych z 2009 roku.

## Życie prywatne
Ma ośmioro rodzeństwa. W listopadzie 1995 roku zmarła jego matka.